# Dedeh Erawati
Dedeh Erawati (* 25. Mai 1979 in Sumedang) ist eine indonesische Hürdenläuferin, die sich auf die 100-Meter-Distanz spezialisiert hat und auch im Siebenkampf an den Start geht.

## Sportliche Laufbahn
Erste internationale Erfahrungen sammelte Dedeh Erawati vermutlich im Jahr 1999, als sie bei den Südostasienspielen in Bandar Seri Begawan in 14,05 s den vierten Platz im 100-Meter-Hürdenlauf belegte, wie auch bei den Südostasienspielen 2003 in Hanoi in 13,96 s, bei denen sie aber mit der indonesischen 4-mal-100-Meter-Staffel in 45,86 s die Bronzemedaille hinter den Teams aus Thailand und Vietnam gewann. 2005 belegte sie bei den Asienmeisterschaften in Icheon in 14,10 s den siebten Platz und gewann anschließend bei den Südostasienspielen in Manila in 13,58 s die Silbermedaille hinter der Malaysierin Moh Siew Wei. Im Jahr darauf sicherte sie sich dann bei den Hallenasienmeisterschaften in Pattaya in 8,54 s die Bronzemedaille im 60-Meter-Hürdenlauf hinter der Chinesin Zhang Rong und Natalja Iwoninskaja aus Kasachstan. 2007 wurde sie bei den Asienmeisterschaften in Amman in 27,73 s Achte und schied anschließend bei der Sommer-Universiade in Bangkok mit 13,91 s in der ersten Runde aus. Daraufhin siegte sie bei den Südostasienspielen in Nakhon Ratchasima in 13,51 s. 2008 qualifizierte sie sich für die Teilnahme an den Olympischen Spielen in Peking, bei denen sie aber mit neuem Landesrekord von 13,49 s im Vorlauf ausschied.
2009 gewann sie bei den Asienmeisterschaften in Guangzhou in 13,32 s die Bronzemedaille hinter der Chinesin Sun Yawei und Asuka Terada aus Japan, ehe sie bei den Südostasienspielen in Vientiane in 13,34 s ihren Titel verteidigte. Im Jahr darauf nahm sie an den Asienspielen ebendort teil und erreichte dort in 13,42 s Rang sechs. 2011 wurde sie bei den Asienmeisterschaften in Kōbe in 13,42 s Sechste und nahm anschließend an den Weltmeisterschaften in Daegu teil, bei denen sie mit 13,56 s in der Vorrunde ausschied. Im November gewann sie dann bei den Südostasienspielen in Palembang in 13,53 s die Silbermedaille hinter der Thailänderin Wallapa Punsoongneun und auch mit der Staffel sicherte sie sich in 45,00 s die Silbermedaille hinter Thailand. 2012 verbesserte sie ihren eigenen Landesrekord in Taipeh auf 13,18 s, verpasste damit aber trotzdem die Qualifikation für die Olympischen Spiele in London. 2013 siegte sie bei den Islamic Solidarity Games in Palembang in 13,54 s und siegte anschließend auch bei den Südostasienspielen in Naypyidaw in 13,53 s. Im Jahr darauf nahm sie erneut an den Asienspielen in Incheon teil, wurde dort aber im Finale disqualifiziert. 2015 gewann sie bei den Südostasienspielen in Singapur in 13,61 s die Silbermedaille hinter der Thailänderin Punsoongneun.
2016 siegte sie bei den World Masters Meisterschaften in Perth in der Ü35-Altersgruppe in 12,18 s im 100-Meter-Lauf sowie in 13,96 s im Hürdensprint und sicherte sich über 200 Meter in 25,27 s die Silbermedaille hinter der Spanierin Garzon Garcia Carolina. Zwei Jahre später verteidigte sie bei den Meisterschaften in Málaga in 14,50 s ihren Titel im Hürdenlauf und gewann über 100 Meter in 12,63 s die Silbermedaille hinter der Britin Lucy Evans.
In den Jahren 2002, 2005, 2009 und 2010 sowie 2013 wurde Erawati indonesische Meisterin über 100 m Hürden sowie 2009 und 2010 auch im 200-Meter-Lauf.

## Persönliche Bestleistungen
- 100 Meter: 12,06 s (−0,5 m/s), 3. Juli 2010 in Berlin
- 200 Meter: 24,30 s (−0,6 m/s), 10. September 2012 in Rumbai
- 100 m Hürden: 13,18 s (−0,7 m/s), 26. Mai 2012 in Taipeh (indonesischer Rekord)
  - 60 m Hürden (Halle): 8,54 s, 11. Februar 2006 in Pattaya (indonesischer Rekord)